# Dixebra
Dixebra és un grup de rock asturià originari d'Avilés. La seva música barreja el rock amb l'ska i el folk, incorporant als instruments bàsics d'un grup de rock una gran diversitat d'instruments, principalment la gaita asturiana, la trompeta, el saxofon i sons electrònics. Canten totes les seves cançons en llengua asturiana reivindicant-ne l'oficialitat.
La paraula dixebra és una paraula asturiana utilitzada originàriament per referir-se a la separació de finques. A partir d'aquí ha adquirit el significat de «distanciament, aïllament o independència». És un terme utilitzat com a proclama política dins del nacionalisme asturià per a reivindicar la sobirania del poble asturià amb la consigna Puxa Asturies dixebrá!, que es podria traduir per «Visca Astúries independent!».

## Història
Dixebra es va formar el 1987 a Avilés, amb la idea de crear un grup de rock que usés l'asturià per a expressar-se i amb l'objectiu de fer una música compromesa amb les múltiples realitats d'Astúries. De la primera formació de la banda es manté únicament el cantant, Xune Elipe, encara que a la gravació del primer àlbum ja hi havia el baixista i gaiter actuals.
Tots els membres del grup es reivindiquen d'esquerres, tot i que amb diferents matisos que van des del nacionalisme asturià al marxisme.
Al principi, els components amb prou feines tenien experiència musical i les seves composicions es reduïen a temes senzills basats en l'ska i el punk rock, amb clares influències de grups coneguts com Kortatu o La Polla Records. L'estiu de 1987 enregistraren l'himne d'Ensame Nacionalista Astur (ENA) per a les eleccions a la Junta General del Principat d'Astúries, essent la primera i última vegada que, obligada per la llei electoral, Televisió Espanyola (TVE) emeté íntegre un dels seus temes.
El 1988 publicaren una maqueta de 300 còpies amb deu cançons. Dixebra començà a aparèixer als mitjans de comunicació, on comptà amb alguns periodistes afins i altres que els recriminaren la «radicalitat» i el «basquisme» de les seves lletres, a la qual cosa el grup respongué: «Som d'Avilés, cantem en asturià, fem servir la gaita asturiana i toquem peces de la música tradicional asturiana. I encara ens pregunten si anem de bascos».
El 1990, Fonoastur apadrinà el seu primer disc, Grie-ska. El 1992 realitzaren el seu primer concert fora d'Astúries, a Santiago de Compostel·la, convertint-se en el primer grup no gallec que participà en els actes del 25 de juliol, Dia de la Pàtria Gallega i festivitat que el nacionalisme gallec. El 1993, publicaren Asturies o trabayes, que abasta temes com l'ecologisme, l'antimilitarisme, l'antiracisme, el celtisme i l'agitació social, amb un so més guitarrer. El 1997 el grup actuà per primera vegada al Festival Intercèltic d'An Oriant i publicà Dieron en duru, dedicat a la lluita dels obrers de Duro Felguera amb un tema dedicat, «Nun llores», del qual va fer-se'n un videoclip del qual la delegació de TVE a Astúries va vetar-ne l'emissió.
A partir de la dècada del 2000, se substituí la gaita tradicional per les múltiples possibilitats de la gaita MIDI o electrònica i s'incorporà al grup una secció de vents amb trompeta i saxofon, a més de la col·laboració del productor Sergio Rodríguez, que aportà mescles electròniques. Així, doncs, la fusió musical ha acabat essent, juntament amb el compromís social i lingüístic, el senyal d'identitat de Dixebra que durant la seva carrera ha incorporat al so rock, ja sigui de manera ocasional o continuada, instruments com la gaita, flauta, whistle, bombarda, viola de roda, acordió, violí, buzuki, banjo, tambor, caixa, trompeta, saxofon, trombó, oboè o clarinet, a més de programacions, sampleig i scratches.
El novembre de 2007 aparegué el disc Salú ya Dixebra. ¡Perversiones!, que aplegà 21 grups asturians versionant i homenatjant cançons de totes les èpoques de Dixebra. El 2008 van participar al festival Liet Internacional, una mena de Festival d'Eurovisió per a llengües minoritàries, celebrat a la ciutat de Luleå, al nord de Suècia. Va aconseguir el segon lloc amb 73 punts, compartit amb la representant de Lapònia, amb la cançó «Indios» del seu disc Dieron en duru. El festival el va guanyar el cors Jacques Culioli, amb la cançó «Hossana in excelsis» i obtenint 80 punts.

## Discografia
- Grieska (FonoAstur, 1990)
- ¿Asturies o trabayes? (L'Aguañaz, 1993)
- Apúntate a la llista (L'Aguañaz, 1995)
- Dieron en duru (L'Aguañaz, 1997)
- Glaya un país (L'Aguañaz, 2000)
- Sube la marea (L'Aguañaz, 2002)
- Cróniques d'un pueblu (L'Aguañaz, 2003, disc-llibre recopilatori)
- Ensin novedá (L'Aguañaz, 2005)
- N'acción (L'Aguañaz, 2006, directe)
- Amor incendiariu (L'Aguañaz, 2009)
- XXV (1987-2012) (L'Aguañaz, 2012, recopilatori)[3]
- Tiempos modernos (L'Aguañaz, 2013)
- Uviéu, 17-09-2017 (Goxe, 2018, directe amb motiu del XXX aniversari)
- Ente la niebla (2022, disc-llibre)[4]